# Maria de la Salut
Maria de la Salut, en catalan et officiellement (María de la Salud en castillan), est une commune d'Espagne de l'île de Majorque dans la communauté autonome des Îles Baléares. Elle est située au centre de l'île et fait partie de la comarque du Pla de Mallorca.

## Géographie

Localisation de l'île Majorque dans les Îles Baléares.
Localisation de Maria de la Salut dans l'île de Majorque.
Localisation de la comarque du Pla de Mallorca dans l'île de Majorque.

### Sources
- (es) Varaciones de los municipios de España desde 1842, Ministerio de administraciones públicas, octobre 2008, 364 p. (lire en ligne) [PDF]